# Paraxerus poensis
Paraxerus poensis es una especie de roedor de la familia Sciuridae.

## Distribución geográfica
Se encuentran en Benín, Camerún, República del Congo, República Democrática del Congo, Costa de Marfil, Guinea Ecuatorial, Gabón, Ghana, Guinea, Liberia, Nigeria, y Sierra Leona.

## Hábitat
Su hábitat natural son: zonas subtropicales o tropicales húmedas de tierras de baja altitud bosques  y plantaciones.